# Thomas Goddard (cónego)
Thomas Goddard MA (1674 - 10 de maio de 1731) foi um cónego de Windsor de 1707 a 1731.
Ele nasceu em 1674, filho de Edward Goddard de Tidworth, Wiltshire.
Ele foi nomeado:
- Reitor de North Wraxall, Wiltshire, 1697 a 1708
- Reitor de North Tidworth, Wiltshire, 1708 a 1731
- Reitor de São Benet Fink, Cidade de Londres, 1725

Ele foi nomeado para a quinta bancada da Capela de São Jorge, Castelo de Windsor em 1707, posição que ocupou até morrer em 1737.